# Кольащи
Кольащи́ (каз. Көліащы) — село у складі Карасайського району Алматинської області Казахстану. Входить до складу Жибек-жолинського сільського округу.
Населення — 6347 осіб (2021; 2615 у 2009, 1007 у 1999, 965 у 1989).